# هانتینگتون بانکشیرز
هانتینگتون بانکشیرز (انگلیسی: Huntington Bancshares) شرکت خدمات مالی و بانکداری آمریکایی است، که در سال ۱۸۶۶ تأسیس شد.